# Водоспад Текелю
Водоспа́д Текелю́ (рос. водопад Текелю) — водоспад в центральній частині Алтайських гір, розташований на території Республіки Алтай (Росія). Знаходиться у пониззях однойменної річки, що протікає у відрогах Катунського хребта. Висота падіння водного потоку становить 60 м, за цим показником водоспад Текелю визнаний найвищим в Усть-Коксинському районі, та одним з найвищих у республіці. 26 вересня 1978 року оголошений пам'яткою природи, з 1998 року входить до складу природного парку «Бєлуха», включеного ЮНЕСКО до переліку об'єктів Світової спадщини. Належить до маловідомих туристичних об'єктів.
Назва водоспаду походить від назви потоку, на якому він утворився. В свою чергу, назва річки Текелю в перекладі з алтайської мови означає «козляча» або, точніше, «та, що з козлами». Цим іменуванням водотік зобов'язаний гірським козлам, які уподобали його береги.

## Географія і клімат
Адміністративно водоспад Текелю лежить в Усть-Коксинському районі Республіки Алтай за 70 км на південний схід від райцентру Усть-Кокса. Водоспад розташований в межах природного парку «Бєлуха», на керівництво якого покладена його охорона. Землекористувачем території природної пам'ятки виступає Усть-Коксинське лісництво. Околиці водоспаду ненаселені, найближчий осередок цивілізації — село Тюнгур — віддалене від нього на 25 км у напрямку південного сходу. Навколо водоспаду відсутня будь-яка інфраструктура, дістатися до нього можна лише по тимчасовій стежці, що пролягає берегом Аккема в межень.
З точки зору фізичної географії водоспад Текелю належить до Центрального Алтаю — найвищої частини Алтайських гір. Клімат в околицях пам'ятки різко континентальний. Середня температура січня поблизу водоспаду дорівнює –21 °C, середня температура липня становить +15 °C. Щороку на цих теренах випадає в середньому 518 мм атмосферних опадів. Над Текелю панує горно-долинна циркуляція повітряних мас. Біоклімат навколишнього району дискомфортний.

## Геологія та гідрологія
Водоспад Текелю знаходиться на краю північного макросхилу Катунського хребта, який в геологічному відношенні є західною частиною Холзунсько-Чуйського антиклінорію. Гірські породи, що складають ложе водоспаду, — це прояв каледонської складчастості, що сформувалась у палеозої. Долина річки Текелю утворилась внаслідок діяльності льодовика, вона має вигляд типового трогу. Власне сам Текелю спадає з уступу цієї долини, складеного кристалічними сланцями.
Водоспад перетинає нижню течію Текелю за 2 км від місця її впадіння в Аккем. На відміну від більшості водоспадів Катунського хребта, які є каскадними, цей має лише один уступ. Вода спадає з нього єдиним видовищним потоком заввишки 60 м. Побачити цей потужний струмінь можна навіть на віддалі, з протилежного берега Аккема. Разом з тим, повний панорамний огляд водоспаду здаля неможливий, оскільки він падає у вузькому скелястому жолобі, який надає йому неповторної мальовничості. Оскільки річка Текелю бере початок у льодовиках, то водоспад буває найбільш повноводним у середині літа, коли вони інтенсивно тануть. Характером живлення річки обумовлена і його холодноводність: навіть у найтепліші місяці року (в липні — серпні) максимальна температура води у водоспаді не перевищує 25 °C, а середня дорівнює 12 °C. У грудні температура води становить лише 2—4 °C, однак взимку водоспад не замерзає завдяки значному похилу річкового ложа і швидкій течії.

## Значення
Водоспад Текелю як унікальний ландшафтний і гідрологічний об'єкт узяли під охорону ще 26 вересня 1978 року. Тоді його оголосили пам'яткою природи місцевого значення. 16 лютого 1996 року цей статус підтверджено Постановою Уряду Республіки Алтай (часто цю дату помилково вказують як дату заповідання). 1998 року водоспад включили до складу природного парку «Бєлуха», який належить до природоохоронних територій з найвищим статусом Світової спадщини ЮНЕСКО. Природна пам'ятка «Водоспад Текелю» включає сам водоспад і смугу навколо нього завширшки 100 м. Таким чином, площа об'єкта становить 3,1 га. Крім того, навколо цих умовних кордонів виділена охоронна зона площею 30 га.
Ця пам'ятка має велике природоохоронне значення не тільки завдяки естетичній красі, але й тому, що в околицях водоспаду знайдено чимало рідкісних представників флори і фауни. Обидва береги Текелю вище і нижче водоспаду вкриває густий березово-модриновий ліс, який у поєднанні з темним уступом надає цій місцевості дикого, дещо похмурого вигляду. В лісі розвинутий багатий підлісок з чагарників (жовтої акації, жимолості, порічок). Поблизу водоспаду знайдені ендемічні та рідкісні рослини, занесені до Червоної книги Республіки Алтай і Червоної книги Росії. Серед них, зокрема, такі: оливник рожевий, Aconitum decipiens, Allium altaicum, Allium pumilum, Cypripedium guttatum, Dendranthema sinuatum, Delphinium ukokense, Oxytropis saposhnikovii, Rhodiola algida, Rhodiola coccinea, Rhodiola quadrifida, Rosa oxyacantha.
Неприступні безлюдні скелі навколо водоспаду — улюблене місце проживання сибірських козлів, які в інших районах республіки потерпають від браконьєрства. Також у безпосередній близькості від водоспаду живе колонія сірих бабаків. Над долиною Текелю часто ширяють хижі птахи, хоча точний видовий склад пернатих цієї місцини поки що не визначений. На підступах до водоспаду Текелю мешкають марали (сибірський підвид благородного оленя), рідше серед скель трапляються рідкісні птахи — алтайські улари. Вкрай рідко сюди навідуються в пошуках поживи снігові барси. Загалом в околицях пам'ятки зареєстровано перебування 18 червонокнижних видів рослин і тварин.
Значною мірою збереженість самого водоспаду і живої природи навколо нього обумовлена важкодоступністю цієї пам'ятки. За відсутності транспортної інфраструктури дістатися сюди суходолом можна тільки верхи. Піша стежка стає прохідною головним чином у серпні — вересні, коли в межень річище Аккема звужується, звільняючи для неї місце на березі. З цієї причини відвідують водоспад здебільшого досвідчені туристи. Однак попри низьке рекреаційне навантаження навколо Текелю зафіксовані незначне забруднення побутовими відходами туристів і деградація ґрунтово-трав'яного покриву внаслідок витоптування кіньми. Ознайомлення з цією пам'яткою зазвичай суміщають з відвідинами інших найближчих природних атракцій регіону, з яких найбільш відомі — найвища гора Алтаю Бєлуха, Катунський заповідник, Аккемське і Мультинські озера тощо.